# Peter Problems
Peter Problems («Проблемы Питера») — девятая серия двенадцатого сезона мультсериала «Гриффины». Премьерный показ состоялся 5 января 2014 года на канале FOX.

## Сюжет
Питер получает на работе повышение. Отныне он должен работать на пивоварне в качестве машиниста грузоподъёмника. Поначалу Питер очень боится сесть за руль машины, но, поборов свои страхи, быстро привыкает к грузоподъёмнику. Он рассказывает о своем повышении Гленну и Джо, которым очень нравится подъёмник. На одной из обычных смен Питер решает выпить полный бак свежего пива, однако, у него это не совсем получается, и он чуть не убивает начальство пивоварни своим грузоподъемком. Анджела немедленно увольняет Гриффина.
Лоис говорит о том, что теперь ей придется идти на работу вместо Питера, пока тот не найдет новую. Также она говорит, что теперь именно он будет заниматься всеми делами по дому. Но все проходит довольно хорошо: Питер прекрасно справился с делами по дому. Уставшая после работы Лоис просит Питера заняться с ней любовью, но тут же выясняется, что Питер стал импотентом. На следующее утро все подшучивают над Питером, а Лоис отводит его в доктору Хартману, который прописывает своему пациенту лекарство. Но ничто не помогает, тогда Гленн и Джо решают помочь Питеру.
В баре Гленн понимает, что все эти проблемы начались у Питеру после его увольнения, поэтому все трое парни отправляются на пивоварню, где Питер рассказывает правду. Анджела принимает Питера на работу обратно. Довольный Гриффин сейчас же идет в магазин, где работает Лоис и там же занимается с ней любовью.

## Рейтинги
- Рейтинг эпизода составил 3.1 среди возрастной группы 18-49 лет.
- Серию посмотрело порядка 5.76 миллиона человек.
- По количеству просмотров серия превзошла рейтинги новых эпизодов «Американского Папаши», но проиграла «Симпсонам» с их 12.04 миллионами зрителей.[1]

## Критика
На сей раз критики из A.V. Club дали очень низкую оценку эпизоду — D, поясняя свой выбор так: «…в этом эпизоде не было ни одной хорошей шутки. Сюжет, наверное, был слишком растянут (…) „Проблемы Питера“ и его неприятности с эректильной системой не является поводом для шуток. Это отличный пример пустоты „Гриффинов“, ну да ладно. Ждем следующую неделю.»